# Girolamo Casanate
Girolamo Casanate (Nápoles, 13 de fevereiro 1620 - Roma, 3 de março de 1700) foi um cardeal do século XVII e XVIII.

## Biografia
Nasceu em Nápoles em 13 de fevereiro 1620. Filho de Tomás (ou Matías) Casanate, membro do conselho supremo do reino de Nápoles, e de Dona Juana (Giovanna ) Dalmau, de uma antiga família aparentada com os Casanates. Seus pais eram espanhóis. Seu sobrenome também está listado como Casanata; e como Casanatta, a forma italiana.
Estudou na Universidade de Nápoles, onde obteve o doutorado in utroque iure , direito canônico e civil, em 1635. Recebeu a tonsura clerical em 1633, provavelmente para poder receber um benefício eclesiástico. Ele esteve em contato com os frades dominicanos desde a infância..
Exerceu a advocacia em Nápoles. Entrou no estado eclesiástico por conselho do Cardeal Giovanni Battista Pamphilj, futuro Papa Inocêncio X, que conheceu enquanto estava em Roma, onde foi com o pai em visita diplomática. Camareiro particular, 1645. Governador das cidades de Sabina, 15 de janeiro de 1648; Fabriano, 1652; Camerino, 3 de setembro de 1653; entrou na cidade em 14 de setembro de 1653; e Ancona, 1656-1658. Referendário dos Tribunais da Assinatura Apostólica da Justiça e da Graça, 1657. Inquisidor em Malta, 1658. Relator da SC da Sagrada Consulta. Consultor da SC dos Ritos. Consultor da SC de Propaganda Fide. Governador de Borgo durante a vaga de 1667; e do conclave de 1667. Assessor do Supremo Tribunal da Inquisição Romana e Universal no pontificado do Papa Clemente IX. Secretário da SC dos Bispos e Regulares, 1670. Membro da SS. CC. da Inquisição e da Propagandae Fide, 1667-1699; Consistorial, 1668-1686..
Criado cardeal diácono no consistório de 12 de junho de 1673; recebeu o chapéu vermelho em 15 de junho de 1673; e a diácona de S. Maria in Portico Campitelli, 17 de julho de 1673. Concedeu dispensa por ainda não ter recebido as ordens menores no momento de sua promoção ao cardinalato, 12 de junho de 1673. Recebeu o subdiaconato, 2 de julho de 1673. Protetor da Congregação dos Monges de Monte Vergine; e da Congregação dos Irmãos do Beato Pietro de Pisis, 18 de novembro de 1673. Membro da SS. CC. dos Bispos e Regulares e Ritos, 1674-1699; Concílio Tridentino, 1679-1699; Religiosos, 1682-1697; Vistas Apostólicas, 1682-1699; e Tecido da Basílica de São Pedro, 1682-1699; Optou pela diaconia de S. Cesareo em Palatio, 2 de dezembro de 1675. Participou do conclave de 1676, que elegeu o Papa Inocêncio XI. Optou pela diaconia de S. Agata em Suburra, 6 de abril de 1682. Pró-vigário geral de Roma, 1682. Optou pela ordem dos cardeais presbíteros e pelo título de Ss. Nereo ed Achilleo, 16 de setembro de 1686. Participou do conclave de 1689, que elegeu o Papa Alexandre VIII. Optou pelo título de S. Silvestro in Capite, a 7 de novembro de 1689. Participou do conclave de 1691, que elegeu o Papa Inocêncio XII. Bibliotecário da Santa Igreja Romana de 2 de dezembro de 1693 até sua morte. Prefeito da SC do Índice de 1698 até sua morte. Fundou e dotou a Biblioteca Casanetense , e durante sua vida colecionou mais de 25.000 volumes que legou aos dominicanos..
Morreu em Roma em 3 de março de 1700, às 6 horas da manhã, em seu palácio romano ao lado do mosteiro de Ss. XII Apostolos. Exposto na igreja de S. Maria sopra Minerva, Roma, onde se realizou o funeral a 4 de março de 1700; transferido à tarde para a basílica patriarcal de Latrão, e ali sepultado no túmulo que ele havia escolhido. O seu coração foi depositado na igreja de S. Maria sopra Minerva, em Roma, com uma inscrição que actualmente se encontra quase ilegível..